# Kaliyakkavilai
Kaliyakkavilai (o Kaliakkavilai) è una suddivisione dell'India, classificata come town panchayat, di 13.307 abitanti, situata nel distretto di Kanyakumari, nello stato federato del Tamil Nadu. In base al numero di abitanti la città rientra nella classe IV (da 10.000 a 19.999 persone).

## Geografia fisica
La città è situata a 08° 19' 22 N e 77° 09' 14 E.

## Società

### Evoluzione demografica
Al censimento del 2001 la popolazione di Kaliyakkavilai assommava a 13.307 persone, delle quali 6.580 maschi e 6.727 femmine. I bambini di età inferiore o uguale ai sei anni assommavano a 1.458, dei quali 710 maschi e 748 femmine. Infine, coloro che erano in grado di saper almeno leggere e scrivere erano 10.283, dei quali 5.338 maschi e 4.945 femmine.